# Acontius hartmanni
Acontius hartmanni is een spinnensoort uit de familie Cyrtaucheniidae. De soort komt voor in West-Afrika.